# Ruwallah
Les Ruwallah (arabe : الرولة, singulier Ruweili/Ruwaili), également connus comme Roala, Ruwayla, Ruweilah ou Rwala, sont une grande et puissante tribu arabe du nord de l'Arabie et du désert de Syrie, incluant la Jordanie actuelle. 

## Histoire
Durant la majeure partie de son histoire, cette tribu nomade accompagne des caravanes jusqu'aux zones marchandes de Syrie et d'Égypte. La percée du canal de Suez leur fait perdre une grande partie de leur puissance économique, car leurs chameaux ne sont dès lors plus en demande. Jusqu'à la démarcation des frontières du Moyen-Orient au début du XXe siècle, les Ruwallah étaient presque entièrement des guerriers centrés dans la région d'Al Jawf et de Wadi Sirhan, dans le nord de l'Arabie, bien que leurs territoires tribaux se soient étendus plus loin vers le sud, vers Al Qasim, et loin vers le nord, vers Damas. La tribu a toujours été rivale avec sa voisine les Chammar. 
Les Ruwala prennent part à la Grande Révolte arabe de 1916-1918 contre les Ottomans pendant la Première Guerre mondiale, ils sont la dernière tribu en révolte à rejoindre ce conflit, et se déplacent depuis le désert de Syrie avec 5 000 à 6 000 tentes. Nuri Sha'lan et ses troupes pillent Darʿā, sous le commandement de l'officier britannique Thomas Edward Lawrence, dit Lawrence d'Arabie.
Les Ruwallah de Syrie se tournent vers le nationalisme arabe après la chute de l'Empire ottoman, en soutenant les Hachémites et en s'opposant au protectorat français sur la région. 
Les dirigeants de la tribu appartiennent à la maison de Sha'lan (ou Al-Sha'lan), et entretient des liens étroits avec le gouvernement libanais et la famille royale saoudienne.
La tribu est considérée comme la plus importante, la plus célèbre et la plus caractéristique des grandes tribus de Bédouins chameliers du Moyen-Orient arabe moderne.

## Activités
Historiquement, il s'agit d'une tribu d'éleveurs de chameaux. Ils sont également éleveurs de chevaux arabes, conservant la connaissance des lignées via une tradition orale, et sont crédités de la sélection de la lignée du cheval Saglawi.
De nombreux membres de la tribu se sont sédentarisés ou vivent dans des zones urbaines en Arabie saoudite, en Jordanie et en Syrie.